# Brett Barron
Brett Dewey Barron (San Francisco, 22 de septiembre de 1959) es un deportista estadounidense que compitió en judo. Ganó dos medallas en los Juegos Panamericanos en los años 1979 y 1983, y dos medallas en el Campeonato Panamericano de Judo en los años 1978 y 1985.

## Palmarés internacional
| Juegos Panamericanos    | Juegos Panamericanos     | Juegos Panamericanos | Juegos Panamericanos |
| Año                     | Lugar                    | Medalla              | Categoría            |
| ----------------------- | ------------------------ | -------------------- | -------------------- |
| 1979                    | San Juan (Puerto Rico)   | Medalla de bronce    | –78 kg               |
| 1983                    | Caracas (Venezuela)      | Medalla de oro       | –78 kg               |
| Campeonato Panamericano |                          |                      |                      |
| Año                     | Lugar                    | Medalla              | Categoría            |
| 1978                    | Buenos Aires (Argentina) | Medalla de plata     | –78 kg               |
| 1985                    | La Habana (Cuba)         | Medalla de oro       | –78 kg               |